# Van Halen
Van Halen byla americká hard rocková skupina, která vznikla v Pasadeně v Kalifornii roku 1972. Jsou považováni za kapelu, která vrátila hard rock do popředí hudební scény. Dále byli známí svými energickými živými vystoupeními a virtuozitou svého kytaristy Eddieho Van Halena.
V letech 1974 až 1985 tvořili Van Halen kytarista, klávesista, doprovodný zpěvák a hlavní skladatel Eddie Van Halen, jeho bratr, bubeník Alex Van Halen, hlavní zpěvák David Lee Roth a baskytarista Michael Anthony. Po svém vydání v roce 1978 dosáhlo stejnojmenné debutové album kapely 19. místa v žebříčku Billboard 200 a prodalo se ho více než 10 milionů kopií ve Spojených státech, čímž od Recording Industry Association of America (RIAA) získalo diamantovou certifikaci. Do roku 1982 kapela vydala další čtyři alba: Van Halen II (1979), Women and Children First (1980), Fair Warning (1981) a Diver Down (1982), z nichž všechna získala vícenásobnou platinovou certifikaci. Na počátku 80. let patřili Van Halen mezi komerčně nejúspěšnější rockové interprety. Album 1984, vydané v eponymním roce, bylo komerčně úspěšné s prodejem 10 milionů kopií v USA a čtyřmi úspěšnými singly. Jeho hlavní singl „Jump“ byl jediným singlem kapely, který dosáhl prvního místa v žebříčku Billboard Hot 100.
V roce 1985 Roth kapelu opustil, aby se vydal na sólovou dráhu, a byl nahrazen bývalým hlavním zpěvákem Montrose Sammym Hagarem. S Hagarem skupina vydala čtyři multi-platinová alba, která v USA dosáhla prvního místa, během 11 let: 5150 v roce 1986, OU812 v roce 1988, For Unlawful Carnal Knowledge v roce 1991 a Balance v roce 1995. V roce 1993 skupina vydala dvojalbum živé nahrávky Live: Right Here, Right Now, které získalo dvojnásobnou platinovou certifikaci. Hagar kapelu opustil v roce 1996, krátce před vydáním prvního výběrového alba Best Of – Volume I. Bývalý frontman Extreme Gary Cherone Hagara nahradil a s kapelou v roce 1998 nahrál komerčně neúspěšné album Van Halen III, než se v roce 1999 rozešli. Van Halen si dali pauzu až do znovusjednocení s Hagarem v roce 2003 na celosvětové turné v roce 2004 a vydání dvoudiskové kompilace The Best of Both Worlds (2004). Hagar znovu kapelu opustil v roce 2005. Roth se vrátil v roce 2006, ale Anthony byl na baskytaru nahrazen synem Eddieho, Wolfgangem Van Halenem. V roce 2012 kapela vydala své poslední studiové album A Different Kind of Truth, které bylo kriticky i komerčně úspěšné. Bylo to také první album kapely s Rothem po 28 letech a jediné, na kterém se objevil Wolfgang. Eddiemu byla v roce 2001 diagnostikována rakovina a 6. října 2020 na tuto nemoc zemřel. Měsíc po smrti svého otce Wolfgang potvrdil, že se Van Halen rozpadli.
K březnu 2019 jsou Van Halen na 20. místě seznamu nejprodávanějších umělců ve Spojených státech podle RIAA; kapela prodala 56 milionů alb v USA a více než 80 milionů po celém světě, čímž se stala jednou z nejprodávanějších skupin všech dob. K roku 2007 patří Van Halen mezi pouhých pět rockových kapel, které mají dvě studiová alba s prodejem více než 10 milionů kopií v USA, a jsou na děleném prvním místě v počtu multi-platinových alb mezi americkými kapelami. Kromě toho mají Van Halen 13 singlů, které dosáhly prvního místa v žebříčku Billboard's Mainstream Rock. VH1 zařadil kapelu na sedmé místo svého seznamu „100 největších hardrockových umělců“. 12. března 2007 byla tato skupina uvedena do Rock n' rollové síně slávy. Na debutovém albu se nachází krátká skladba s názvem „Eruption“, jejíž kytarové sólo je považováno za jedno z nejvýznamnějších v rockové hudební historii. Tato skladba se objevuje ve více seznamech výběrů kytarových sól včetně aktuálního žebříčku časopisu Guitar World.

## Historie
Bratři Alex a Eddie před založením Van Halen založili několik svých kapel. Jejich jména byla The Broken Off Combs, The Space Brothers a Mammoth Chammoth.
V roce 1972 Alex a Eddie založili skupinu Mammoth s Markem Stonem jako baskytaristou a Eddiem jako zpěvákem. Kapela si pronajala pro své vystoupení PA systém od Davida Lee Rotha. Po chvíli byl již Eddie zpíváním unaven, jelikož zároveň hrál na kytaru a klávesy a tak požádali Rotha, aby se ke kapele přidal a zároveň to bylo mnohem levnější. Později v roce 1977 bylo jméno Mammoth zabráno jinou kapelou a tak jej nahradili jménem Van Halen a Stone byl nahrazen Michaelem Anthonym.

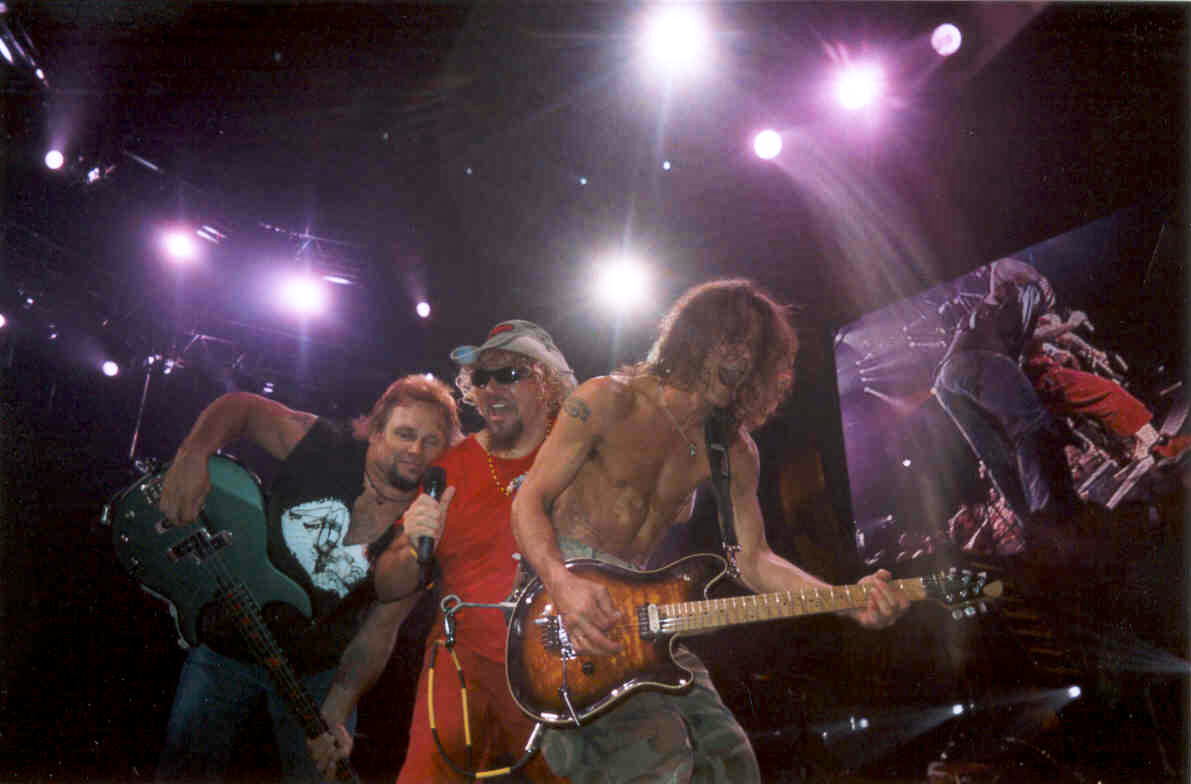
Van Halen v roce 2004

16. listopadu 2020 oznámil Eddieho syn Wolfgang v pořadu The Howard Stern Show, že se Van Halen rozpadá, a řekl: „Nemůžete mít Van Halen bez Eddieho Van Halena.“

## Bývalí členové
- Eddie Van Halen – kytary, klávesy, vokály (1972–2020) (zemřel 6. října 2020)
- David Lee Roth – zpěv (1974–1985, 1996, 2000–2001, 2007–2020)
- Wolfgang Van Halen – basová kytara, vokály (2006–2020)
- Alex Van Halen – bicí, perkuse, vokály při nahrávání alb (1972–2020)
- Michael Anthony – basová kytara, klávesy, vokály (1974–2002, 2003–2005)
- Sammy Hagar – zpěv, kytary (1985–1996, 2003–2005)
- Gary Cherone – zpěv (1996–1999)
- Mark Stone – basová kytara, vokály (1972–1974) (zemřel 16. října 2020)
- Mitch Malloy – zpěv (1996)

## Diskografie

### Studiová alba
- Van Halen (1978)
- Van Halen II (1979)
- Women and Children First (1980)
- Fair Warning (1981)
- Diver Down (1982)
- 1984 (1984)
- 5150 (1986)
- OU812 (1988)
- For Unlawful Carnal Knowledge (1991)
- Live: Right Here, Right Now (1993)
- Balance (1995)
- Van Halen III (1998)
- A Different Kind of Truth (2012)

### Kompilace
- Best of – Volume I (1996)
- The Best of Both Worlds (2004)

### Singly
| Rok  | Název                               | US Hot 100 | US Mainstream Rock | UK | Album                         | Zpěvák         |
| ---- | ----------------------------------- | ---------- | ------------------ | -- | ----------------------------- | -------------- |
| 1978 | You Really Got Me                   | 36         | —                  | —  | Van Halen                     | David Lee Roth |
| 1978 | Runnin' with the Devil              | 84         | —                  | 52 | Van Halen                     | David Lee Roth |
| 1978 | Jamie's Cryin'                      | —          | —                  | —  | Van Halen                     | David Lee Roth |
| 1978 | Ain't Talkin' 'bout Love            | —          | —                  | —  | Van Halen                     | David Lee Roth |
| 1979 | Dance the Night Away                | 15         | —                  | —  | Van Halen II                  | David Lee Roth |
| 1979 | Beautiful Girls                     | 84         | —                  | —  | Van Halen II                  | David Lee Roth |
| 1980 | And the Cradle Will Rock…           | 55         | —                  | —  | Women and Children First      | David Lee Roth |
| 1981 | So This Is Love?                    | —          | 15                 | —  | Fair Warning                  | David Lee Roth |
| 1981 | Mean Street                         | —          | 12                 | —  | Fair Warning                  | David Lee Roth |
| 1981 | Push Comes to Shove                 | —          | 29                 | —  | Fair Warning                  | David Lee Roth |
| 1981 | Unchained                           | —          | 13                 | —  | Fair Warning                  | David Lee Roth |
| 1982 | (Oh) Pretty Woman                   | 12         | 1(2)               | —  | Diver Down                    | David Lee Roth |
| 1982 | Dancing in the Street               | 38         | 3                  | —  | Diver Down                    | David Lee Roth |
| 1982 | Secrets                             | —          | 22                 | —  | Diver Down                    | David Lee Roth |
| 1982 | Little Guitars                      | —          | 33                 | —  | Diver Down                    | David Lee Roth |
| 1982 | The Full Bug                        | —          | 42                 | —  | Diver Down                    | David Lee Roth |
| 1982 | Where Have All the Good Times Gone! | —          | 17                 | —  | Diver Down                    | David Lee Roth |
| 1984 | Jump                                | 1          | 1(8)               | 7  | 1984                          | David Lee Roth |
| 1984 | I'll Wait                           | 13         | 2(1)               | 85 | 1984                          | David Lee Roth |
| 1984 | Panama                              | 13         | 2(1)               | 61 | 1984                          | David Lee Roth |
| 1984 | Hot for Teacher                     | 56         | 24                 | 87 | 1984                          | David Lee Roth |
| 1986 | Best of Both Worlds                 | —          | 12                 | —  | 5150                          | Sammy Hagar    |
| 1986 | Dreams                              | 22         | 6                  | 62 | 5150                          | Sammy Hagar    |
| 1986 | Love Walks In                       | 22         | 4                  | —  | 5150                          | Sammy Hagar    |
| 1986 | Summer Nights                       | —          | 33                 | —  | 5150                          | Sammy Hagar    |
| 1986 | Why Can't This Be Love              | 3          | 1(3)               | 8  | 5150                          | Sammy Hagar    |
| 1988 | When It's Love                      | 5          | 1(1)               | 28 | OU812                         | Sammy Hagar    |
| 1988 | Black and Blue                      | 34         | 1(3)               | —  | OU812                         | Sammy Hagar    |
| 1988 | Finish What Ya Started              | 13         | 2(3)               | —  | OU812                         | Sammy Hagar    |
| 1988 | Cabo Wabo                           | —          | 31                 | —  | OU812                         | Sammy Hagar    |
| 1988 | Mine All Mine                       | —          | 50                 | —  | OU812                         | Sammy Hagar    |
| 1989 | Feels So Good                       | 35         | 6                  | 63 | OU812                         | Sammy Hagar    |
| 1991 | Poundcake                           | —          | 1(2)               | 74 | For Unlawful Carnal Knowledge | Sammy Hagar    |
| 1991 | Runaround                           | —          | 1(4)               | —  | For Unlawful Carnal Knowledge | Sammy Hagar    |
| 1991 | Top of the World                    | 27         | 1(4)               | 63 | For Unlawful Carnal Knowledge | Sammy Hagar    |
| 1992 | The Dream Is Over                   | —          | 7                  | —  | For Unlawful Carnal Knowledge | Sammy Hagar    |
| 1992 | Right Now                           | 55         | 2(4)               | —  | For Unlawful Carnal Knowledge | Sammy Hagar    |
| 1992 | Man on a Mission                    | —          | 21                 | —  | For Unlawful Carnal Knowledge | Sammy Hagar    |
| 1993 | Jump (live)                         | —          | —                  | 26 | Live: Right Here, Right Now   | Sammy Hagar    |
| 1993 | Won't Get Fooled Again (live)       | —          | 1(1)               | —  | Live: Right Here, Right Now   | Sammy Hagar    |
| 1995 | The Seventh Seal                    | —          | 36                 | —  | Balance                       | Sammy Hagar    |
| 1995 | Don't Tell Me (What Love Can Do)    | —          | 1(3)               | 27 | Balance                       | Sammy Hagar    |
| 1995 | Can't Stop Lovin' You               | 30         | 2(4)               | 33 | Balance                       | Sammy Hagar    |
| 1995 | Not Enough                          | 97         | 27                 | —  | Balance                       | Sammy Hagar    |
| 1995 | Amsterdam                           | —          | 9                  | —  | Balance                       | Sammy Hagar    |
| 1996 | Humans Being                        | —          | 1(2)               | —  | Best of – Volume I            | Sammy Hagar    |
| 1996 | Me Wise Magic                       | —          | 1(6)               | —  | Best of – Volume I            | David Lee Roth |
| 1997 | Can't Get This Stuff No More        | —          | 12                 | —  | Best of – Volume I            | David Lee Roth |
| 1998 | Without You                         | —          | 1(6)               | —  | Van Halen III                 | Gary Cherone   |
| 1998 | One I Want                          | —          | 27                 | —  | Van Halen III                 | Gary Cherone   |
| 1998 | Fire in the Hole                    | —          | 6                  | —  | Van Halen III                 | Gary Cherone   |
| 2004 | It's About Time                     | —          | 6                  | —  | The Best of Both Worlds       | Sammy Hagar    |
| 2004 | Up for Breakfast                    | —          | 33                 | —  | The Best of Both Worlds       | Sammy Hagar    |
| 2012 | Tattoo                              | 67         | 13                 | —  | A Different Kind of Truth     | David Lee Roth |
| 2012 | She's the Woman                     | —          | 23                 | —  | A Different Kind of Truth     | David Lee Roth |